# Акведук в Мёдлинге
Действующий акведук в Мёдлинге (нем. Aquädukt Mödling) входит в первую линию доставки высокогорной воды в Вену. Является защищенным памятником архитектуры Австрии.
Строительство акведука началось в 1870 году и успешно завершилось 14 ноября 1872. 190-метровое сооружение пересекает долину ручья Мёдлинг в пределах города. Полная высота акведука доходит до 28 м. Семь примерно 17-метровых арок имеют просветы высотой около 24 м. Оба конца акведука подключены к подземным частям линии доставки воды, пролегающим по туннелям в окрестных горах.
Между 1999 и 2004 годами акведук подвергся генеральному ремонту.